# バーロ

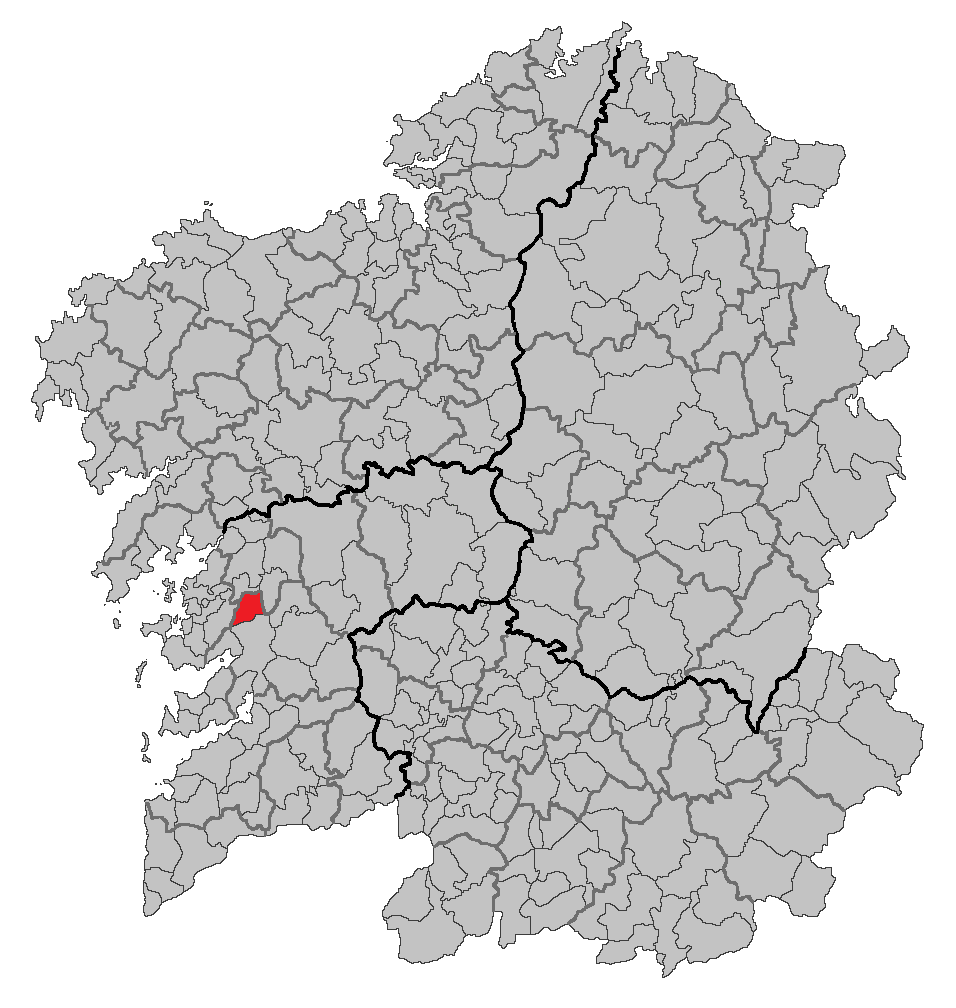

バーロ (Barro) は、スペイン、ガリシア州、ポンテベドラ県の自治体、コマルカ・デ・ポンテベドラに属する。ガリシア統計局によると、2011年の人口は3,668人（2010年：3,642人、2009年：3,583人、2004年：3,380人）である。住民呼称は、男女同形のbarrense、またはbarrés/-esa。
ガリシア語話者の自治体住民に占める割合は99.15%（2001年）。

## 地理
バーロはポンテベドラ県の北西部に位置し、コマルカ・デ・ポンテベドラに属する。隣接する自治体は、北から西にかけてがポルタス、東がモラーニャ、南がポンテベドラとポイオ、西がメイスである。自治体中心地区はペルデカナイ教区のサント・アントニーニョ地区。
バーロはカルダス・デ・レイス司法管轄区に属す。

### 人口
出典:INE（スペイン国立統計局）1900年 - 1991年、1996年 - 
住民は6の教区の37の地区（集落）に居住する。

## 歴史
この地の最初の人類の痕跡は、カストロ文化（Cultura castrexa）時代のもので、バンドゥフェのカストロで発見されている。この地域のローマ化はItinerario de Antoninoに記されている、この地域の南北を貫いているローマ街道vía XIX（Aquis celenis）によってなされた。この街道は現在、ポルトガルからのサンティアゴ巡礼路、またはN-550号線と並行、もしくはほぼ同じルートとなっている。
フロリダブランカの国勢調査（Censo de Floridablanca）の文書によれば、旧体制下では、現在の自治体を構成する教区はサンティアーゴ県のペニャフロール司法管轄区に属していたことが記されている。1812年のカディス憲法以後、自治体の境界画定によってバーロはトラスミア（Trasumia）に属することになり、また司法区はカルダス・デ・レイス司法管轄区に属した。1822年ガリシアが4県に再編された際には、以前と同様トラスミアに属したままであった。
1823年10月1日のフェルナンド7世の王令によって旧体制が終焉。1835年7月23日の王令によって新しい自治体が創設されることとなり、同年8月23日、7つの教区によって構成される人口2,459人の新自治体バーロが創設された。ポンテベドラ県が誕生すると、1836年6月22日、バーロはロマイ教区をポルタスに移管して6つの教区で、同県に属すことになった。バーロは最終的に、1836年12月3日の県公報によってその創設が布告された。
1900年にサン・アントニーニョ地区に自治体庁舎が移るまで、ポランス地区が自治体の中心であった。

## 政治
自治体首長はガリシア国民党 (PPdeG) のホセ・アントーニオ・ランディン・エイリン (José Antonio Landín Eirín)、自治体評議員はガリシア国民党：7、ガリシア民族主義ブロック (BNG) ：3、ガリシア社会党 (PSdeG-PSOE) ：1となっている（2007年自治体選挙結果）。

## 教区
バーロは6の教区に分けられる。太字は自治体中心地区のある教区。
- アグデーロ（サン・マルティーニョ）
- バーロ（サン・ブレイショ）
- クーロ（サンタ・マリーア）
- ペルデカナイ（サンタ・マリーア）
- ポルテーラ（サン・マメーデ）
- バリーニャス（サント・アンドレ）